# La Lance brisée
Pour plus de détails, voir Fiche technique et Distribution.
La Lance brisée (titre original : Broken Lance) est un film américain réalisé par Edward Dmytryk, sorti en 1954.
Il s'agit d'un remake de La Maison des étrangers, réalisé par Joseph L. Mankiewicz, sorti en 1949.

## Synopsis
Riche éleveur, Matt Devereaux dirige avec une poigne de fer un véritable empire en Arizona, secondé par ses quatre fils, Ben, Mike, Danny et Joe. L'ainé, Ben, a fini par haïr son père, dont la seule affection va à son cadet Joe qu'il a eu avec sa seconde femme, fille d'un chef comanche. Tandis que Joe se fiance avec Barbara, la fille du gouverneur, un incident se produit : les déchets de la mine de cuivre de l'endroit polluent la rivière et empoisonnent quelques bêtes. Matt dirige une expédition punitive à la mine et saccage les installations. 
Il passe en jugement peu après. Scandalisé par l'attitude de ses frères qui refusent de seconder leur père dans l'épreuve, Joe prend sa place au banc des accusés et se laisse condamner à trois ans de pénitencier. À la suite d'une altercation avec Ben, Matt meurt d'une crise cardiaque durant la détention de Joe. Aux funérailles où il a été autorisé à assister, ce dernier, suivant la coutume indienne, plante une lance entre ses trois frères et lui, signifiant la guerre entre eux. À sa libération, il est provoqué par Ben et ne doit son salut qu'à l'intervention de Deux-Lunes, le contremaître du ranch, qui abat son agresseur. 
À la demande de sa mère, Joe fera la paix avec ses autres frères en brisant la lance, et oubliera le passé dans les bras de Barbara.

## Fiche technique
- Titre : La Lance brisée
- Titre original : Broken Lance
- Réalisation : Edward Dmytryk
- Scénario : Richard Murphy, d'après une histoire de Philip Yordan inspiré de la pièce Le Roi Lear de Shakespeare.
- Musique : Leigh Harline
- Costumes : Travilla et Charles Le Maire
- Producteur : Sol C. Siegel, pour la Twentieth Century Fox
- Pays de production : États-Unis
- Genre : Western
- Durée : 96 min. Format Cinemascope Deluxecolor
- Dates de sortie : 
  - États-Unis : 29 juillet 1954 (New York City)
  - États-Unis : 25 septembre 1954 (national)

## Distribution
- Spencer Tracy (VF : Serge Nadaud) : Matt Devereaux
- Robert Wagner (VF : Michel François) : Joe Devereaux
- Jean Peters (VF : Nelly Benedetti) : Barbara
- Richard Widmark (VF : Jean Daurand) : Ben Devereaux
- Katy Jurado (VF : Jacqueline Morane) : Señora Devereaux
- Hugh O'Brian (VF : Claude Bertrand) : Mike Devereaux
- Eduard Franz (VF : Ulric Guttinguer) : Two Moons
- Earl Holliman (VF : Guy Loriquet) : Denny Devereaux
- E. G. Marshall (VF : Gérard Férat) : Horace - The Governor
- Carl Benton Reid (VF : Pierre Leproux) : Clem Lawton
- Philip Ober (VF : Claude Péran) : Van Cleve
- Robert Burton (VF : Marcel Painvin) : Mac Andrews

Acteurs non crédités :
- King Donovan : un rancher
- Nacho Galindo : Francisco, le cuisinier

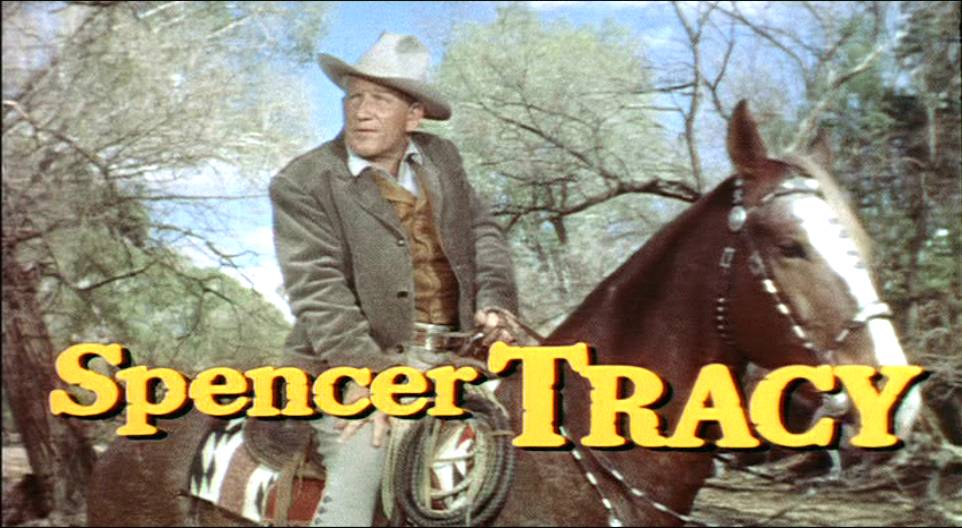
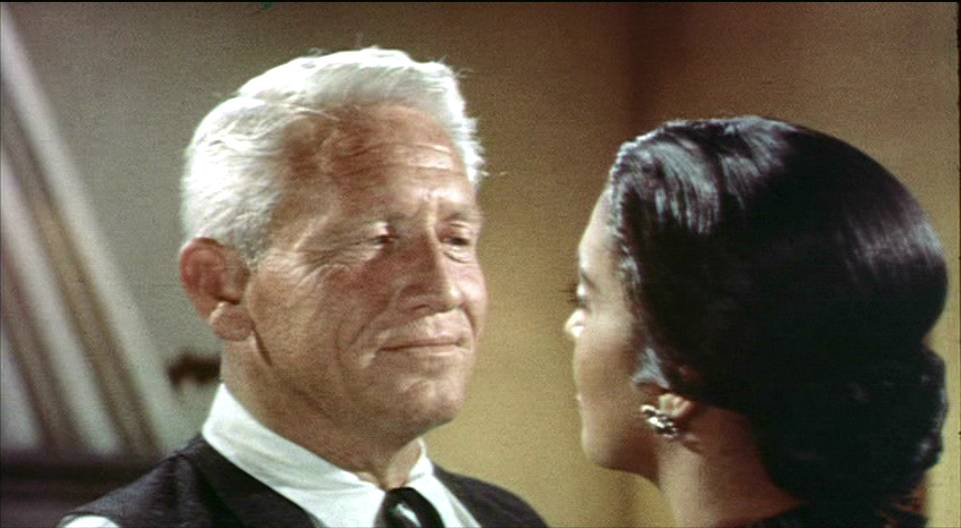
Spencer Tracy et Katy Jurado
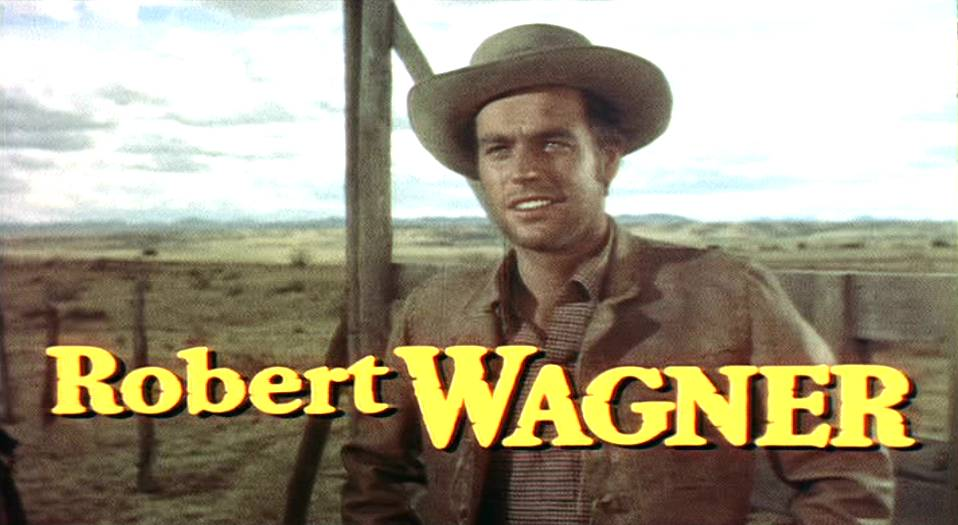
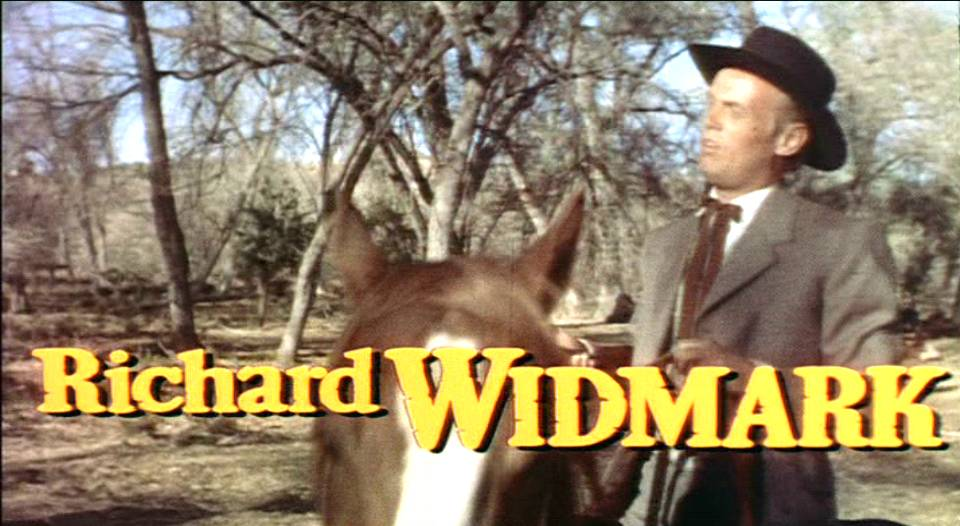
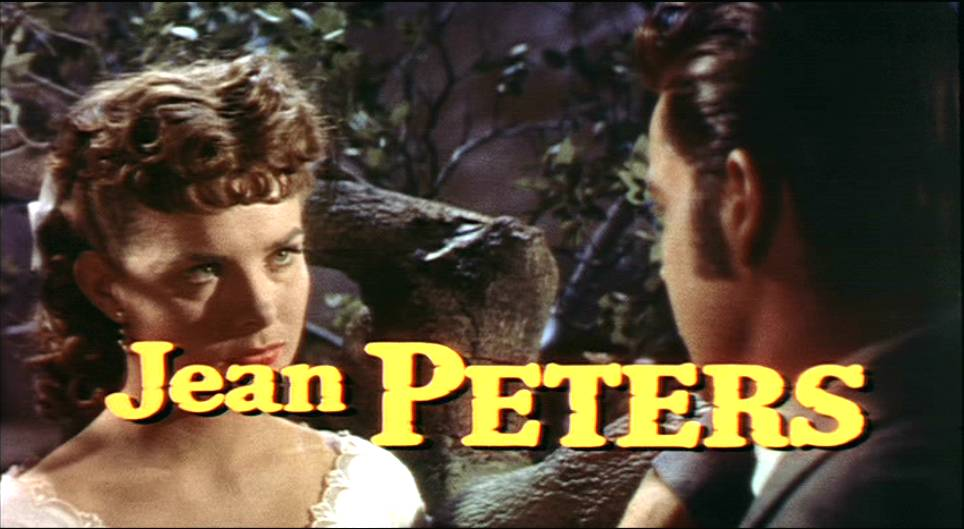
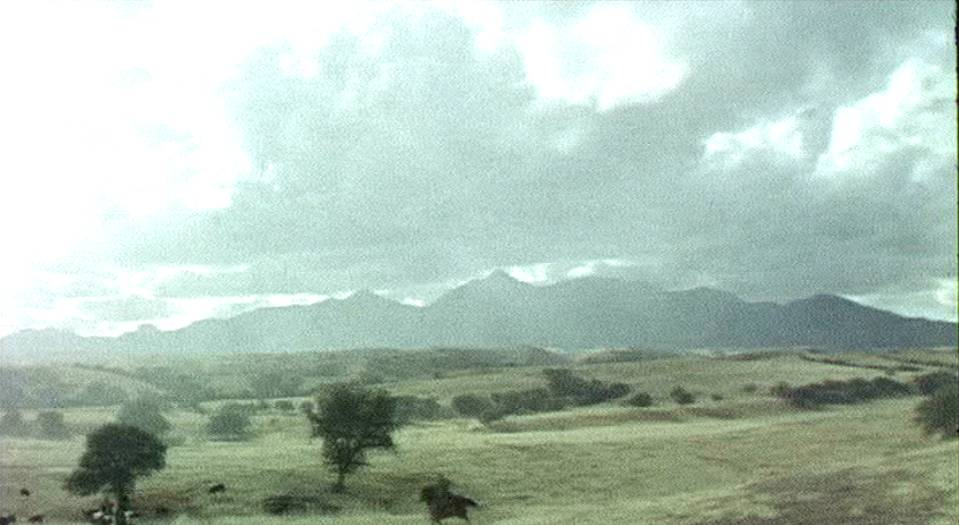
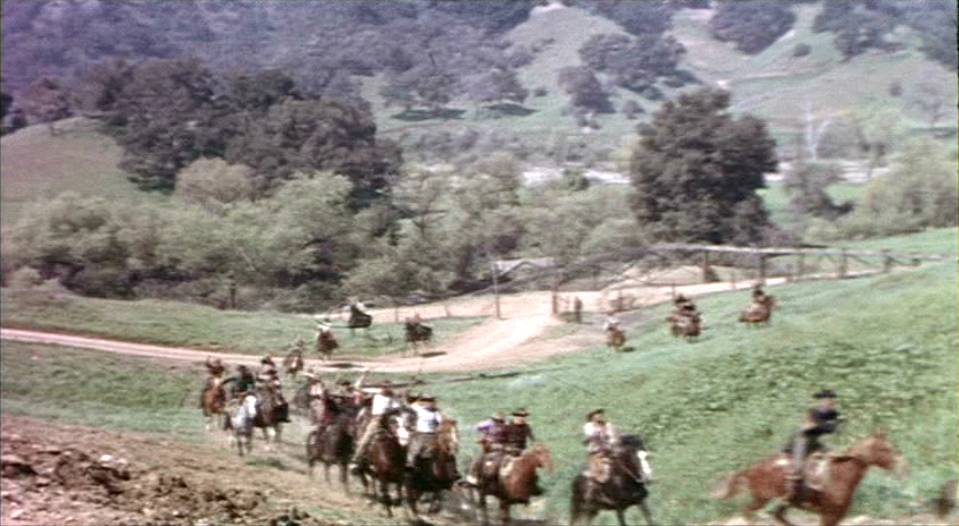
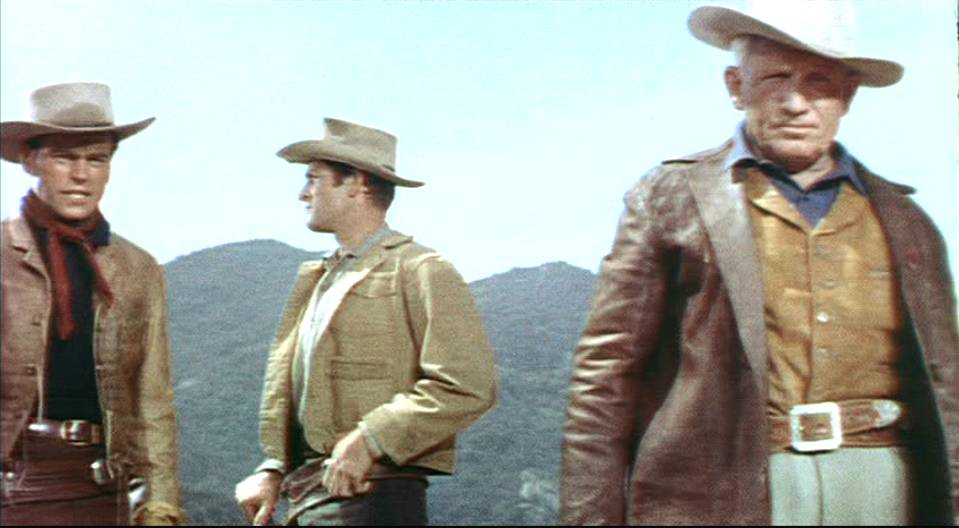
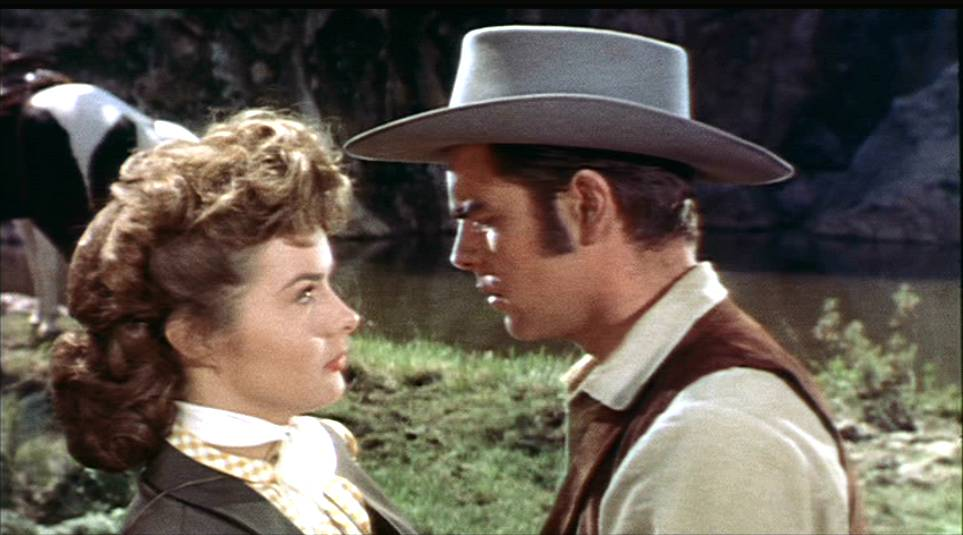
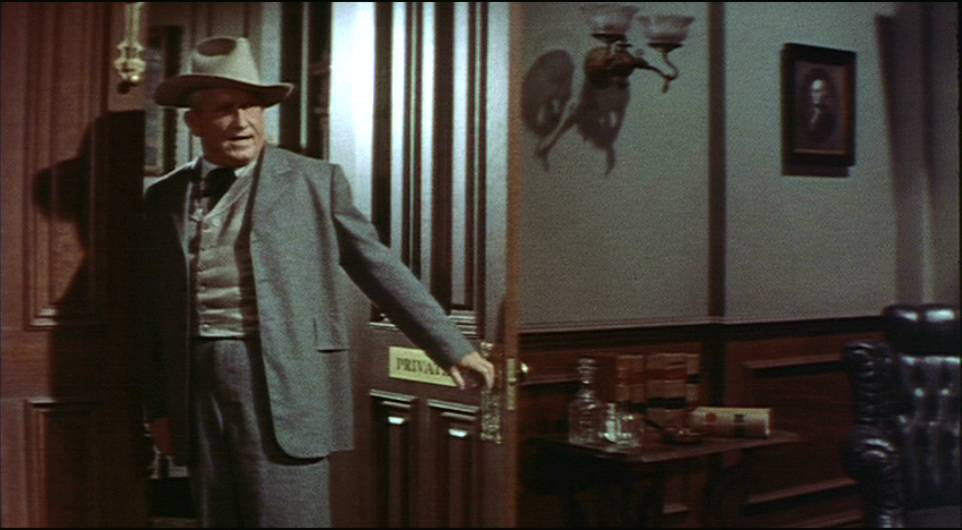